# William Crookes
William Crookes, OM , PRS (Londres, 17 de junho de 1832 — Londres, 4 de abril de 1919) foi um químico e físico britânico. Frequentou o Royal College of Chemistry em Londres, trabalhando em espectroscopia.
Em 1861, descobriu um elemento que tinha uma linha de emissão verde brilhante no seu espectro, ao qual deu o nome de tálio, do grego thalos, um broto verde, que é o elemento químico de número atômico 81. Também identificou a primeira amostra conhecida de hélio, em 1895. Foi o inventor do radiômetro de Crookes, vendido ainda como uma novidade, e desenvolveu os tubos de Crookes, investigando os raios catódicos.
Em suas investigações sobre a condutividade da eletricidade em gases sob baixa pressão, descobriu que, à medida que se diminuía a pressão, o elétrodo negativo parece emitir raios (os chamados raios catódicos, que hoje se sabe tratarem-se de um feixe de elétrons livres, utilizado nos dispositivos de vídeo padrão CRT). Como esses exemplos mostram, Crookes foi um pioneiro na construção e no uso de tubos de vácuo para estudar fenômenos físicos. Foi, por conseguinte, um dos primeiros cientistas a investigar o que hoje é chamado de plasmas. Também criou um dos primeiros instrumentos para estudar a radioatividade nuclear, o assim-chamado espintariscópio.

## Biografia

### Os primeiros anos
William Crookes era o primeiro filho de Joseph Crookes, um alfaiate vindo do norte do país, com a sua segunda esposa, Mary Scott. William recebeu alguma educação em uma escola de ensino médio em Chippenham, Wiltshire, mas a sua carreira científica começou quando, aos quinze anos, ingressou no Royal College of Chemistry (Faculdade Real de Química) na Praça Hanover, em Londres, sob a orientação de August Wilhelm von Hofmann.[carece de fontes?]

### Crescimento como químico de destaque
De 1850 a 1854 ocupou a posição de professor assistente na faculdade e logo realizou um trabalho original, não realmente na área de química orgânica, onde se poderia esperar que a inspiração de seu distinto professor o teria orientado, mas com certos compostos novos do elemento selênio, as seleniocianidas. Estas constituíram o assunto de seus primeiros artigos científicos publicados em 1851.[carece de fontes?]
Deixando o Royal College, tornou-se, em 1854, superintendente do departamento de meteorologia no Observatório Radcliffe em Oxford e, em 1855, foi designado conferencista em química na faculdade de treinamento de Chester. Em 1856 desposou Ellen, filha de William Humphrey, de Darlington, com a qual teve três filhos e uma filha.[carece de fontes?]
A partir de então, a sua vida foi passada em Londres e devotada principalmente ao trabalho independente, jornalístico, de consultoria e acadêmico. Em 1859 fundou a Chemical News (Notícias de Química), uma revista científica que foi editada, por muitos anos, de modo bem menos formal do que as revistas das sociedades científicas à época.[carece de fontes?]

### Cavaleiro inglês, papel como presidente de instituições científicas e últimos dias
Após 1880 morou em 7 Kensington Park Gardens, onde todo o seu trabalho posterior foi feito em seu laboratório particular. A vida de Crookes foi de ininterrupta atividade científica. Nunca foi um desses que ganham influência pela exposição popular, tampouco era ele esotérico. A abrangência de seus interesses, incluindo ciência pura e aplicada, problemas econômicos e práticos e temas de pesquisa psíquica, fez dele uma personalidade bem conhecida, tendo recebido muitas honrarias públicas e acadêmicas.[carece de fontes?]
Foi nomeado cavaleiro em 1897 e, em 1910, recebeu a "Order of Merit" (Ordem do Mérito) do Rei Eduardo VII. Por várias vezes foi presidente da Chemical Society (Sociedade de Química), da Institution of Electrical Engineers (Instituição dos Engenheiros Eletricistas), da Society of Chemical Industry (Sociedade da Indústria Química), da British Association (Associação Britânica) e, de 1913 a 1915, da Royal Society, onde há um retrato seu, por E. A. Walton (há outro na National Portrait Gallery, por P. Ludovici NPG 1846).[carece de fontes?]
William Crookes faleceu dois anos após a sua esposa, à qual foi muito devotado. Ele foi enterrado no "Cemitério Brompton" de Londres.[carece de fontes?]

## Herança
O trabalho de Crookes se estendeu tanto nas áreas da química quanto da física. Sua característica marcante foi a originalidade de concepção dos seus experimentos e o talento da sua execução. Talvez seja justo afirmar-se que suas especulações teóricas, por mais imaginativas e estimulantes que tenham sido, foram de importância menos permanente.[carece de fontes?]

### Química
Ele foi sempre mais efetivo na experiência que na interpretação. Sua primeira grande descoberta foi a do elemento tálio, anunciado em 1861. Por esse trabalho, sua reputação ficou solidamente estabelecida e ele foi nomeado membro da Royal Society em 1863.[carece de fontes?]
O método de análise espectral, introduzido por Bunsen e Kirchhoff, foi recebido por Crookes com grande entusiasmo e, ao aplicá-lo no exame do depósito selenífero de uma fábrica de ácido sulfúrico, descobriu no espectro uma linha verde desconhecida. Seguiu-se o isolamento do novo elemento metálico, o tálio, e a investigação das propriedades dos seus compostos, que são de grande interesse químico.[carece de fontes?]
Finalmente, em 1873, ele determinou o peso atômico do novo elemento em uma pesquisa que é ainda hoje um modelo de precisão analítica. Duas linhas principais de pesquisa passaram a ocupar a atenção de Crookes por muitos anos. Eram elas as propriedades dos gases raros, com os quais ele começou a se ocupar de imediato, e a investigação dos elementos das "terras raras"', na qual ele embarcou logo após 1880.[carece de fontes?]
Sua atenção pelo primeiro problema despertou quando utilizou uma balança de vácuo no curso de suas pesquisas sobre o tálio. Ele logo descobriu o fenômeno do qual depende a ação do pequeno e bem conhecido instrumento, o radiômetro de Crookes, no qual um sistema de pás, cada uma delas enegrecida de um lado e polida do outro, é colocado em rotação quando exposto a energia radiante. Crooks, no entanto, não forneceu a verdadeira explicação para essa aparente "atração e repulsão resultante de radiação".[carece de fontes?]
Por muitos anos, Crookes conduziu laboriosos experimentos com os elementos de terras raras, elementos tão semelhantes uns aos outros quanto às propriedades químicas que métodos especiais de separação tiveram que ser imaginados. Ao longo de seu trabalho, utilizou métodos de espectroscopia para seguir o curso e testar a integralidade da separação entre um elemento e outro. O que tinha sido uma das regiões mais obscuras da química inorgânica aos poucos se tornou mais claro.[carece de fontes?]
Ao longo dos anos durante os quais ele assim se ocupou, Crookes foi levado a conceber a existência de «meta-elementos» ou «aglomerados de elementos», parecendo-se tanto uns com os outros que, na maior parte dos aspectos, um aglomerado se comporta como um único indivíduo. Os "meta-elementos" de Crookes têm uma semelhança superficial com as misturas de isótopos que hoje se sabe comporem alguns elementos; mas a teoria de meta-elementos não pode honestamente ser dita como uma antecipação da descoberta dos isótopos, uma vez que se baseou em fatos de natureza fundamentalmente diferente daquela em que se basearam as ideias mais recentes sobre elementos isotópicos.[carece de fontes?]

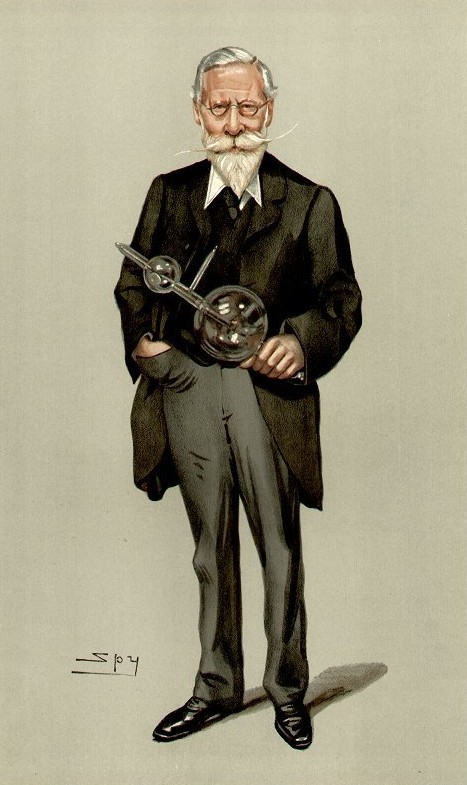
Caricatura de Sir William Crookes feita por Sir Leslie Ward. A legenda diz em latim "ubi Crookes ibi lux", que a grosso modo significa "Onde há Crookes, há luz" (1902).

Crookes publicou numerosos artigos científicos sobre espectroscopia, um assunto pelo qual tinha grande fascinação e fez pesquisas sobre uma grande variedade de assuntos de menor importância. Além de vários livros técnicos, escreveu um tratado padrão sobre "Select Methods in Chemical Analysis (Métodos de Seleção em Análise Química) em 1871 e um pequeno livro sobre diamantes. em 1909, um assunto sobre o qual realizou estudos após duas visitas à África do Sul. Serviu várias vezes ao governo em funções de consultoria e seu trabalho sobre a produção de um vidro que deveria eliminar do vidro fundido os raios que fazem mal aos olhos dos trabalhadores, pode ser citada como um de seus muitos serviços públicos.[carece de fontes?]

### Física
De importância mais fundamental foram suas pesquisas sobre a passagem de descargas elétricas através de gases rarefeitos.  Descobriu que, à medida que se aumentava a atenuação do gás, o espaço escuro em torno do eletrodo negativo aumentava, enquanto raios, hoje conhecidos como raios catódicos, procediam do eletrodo. Ele investigou as propriedades dos raios, mostrando que eles se propagam em linhas retas, causam fosforescência nos objetos sobre os quais são aplicados e produzindo grande quantidade de calor no impacto. Acreditou ter descoberto um quarto estado da matéria, que ele denominou de "matéria radiante". No entanto, suas ideias teóricas sobre a natureza da "matéria radiante" foram provadas incorretas. Ele acreditava que os raios consistiam de feixes de partículas de magnitude molecular ordinária. Foi Sir J. J. Thomson que descobriu sua natureza subatômica e provou que os raios catódicos consistem em feixes de elétrons, isto é, partículas eletricamente carregadas cuja massa é de apenas 1/1 800 da massa do átomo de hidrogênio. Apesar disso, o trabalho experimental de Crookes nesta área foi a base de descobertas que mudaram toda a concepção da química e da física.[carece de fontes?]

Raios catodicos

William Crookes voltou sua atenção para o recém descoberto fenômeno da radioatividade. Em 1900, conseguiu separar o urânio de seu produto de transformação ativo, o "urânio-X". Ele observou o decaimento gradual do produto de transformação separado e a simultânea reprodução de um novo suprimento no urânio original. Mais ou menos ao mesmo tempo dessa importante descoberta, observou que, quando as "partículas-p", ejetadas de substâncias radioativas, são projetadas sobre sulfeto de zinco, cada impacto é acompanhado de uma diminuta cintilação, uma observação que serve de base a um dos métodos mais úteis na técnica da radioatividade.[carece de fontes?]

### Espiritualismo

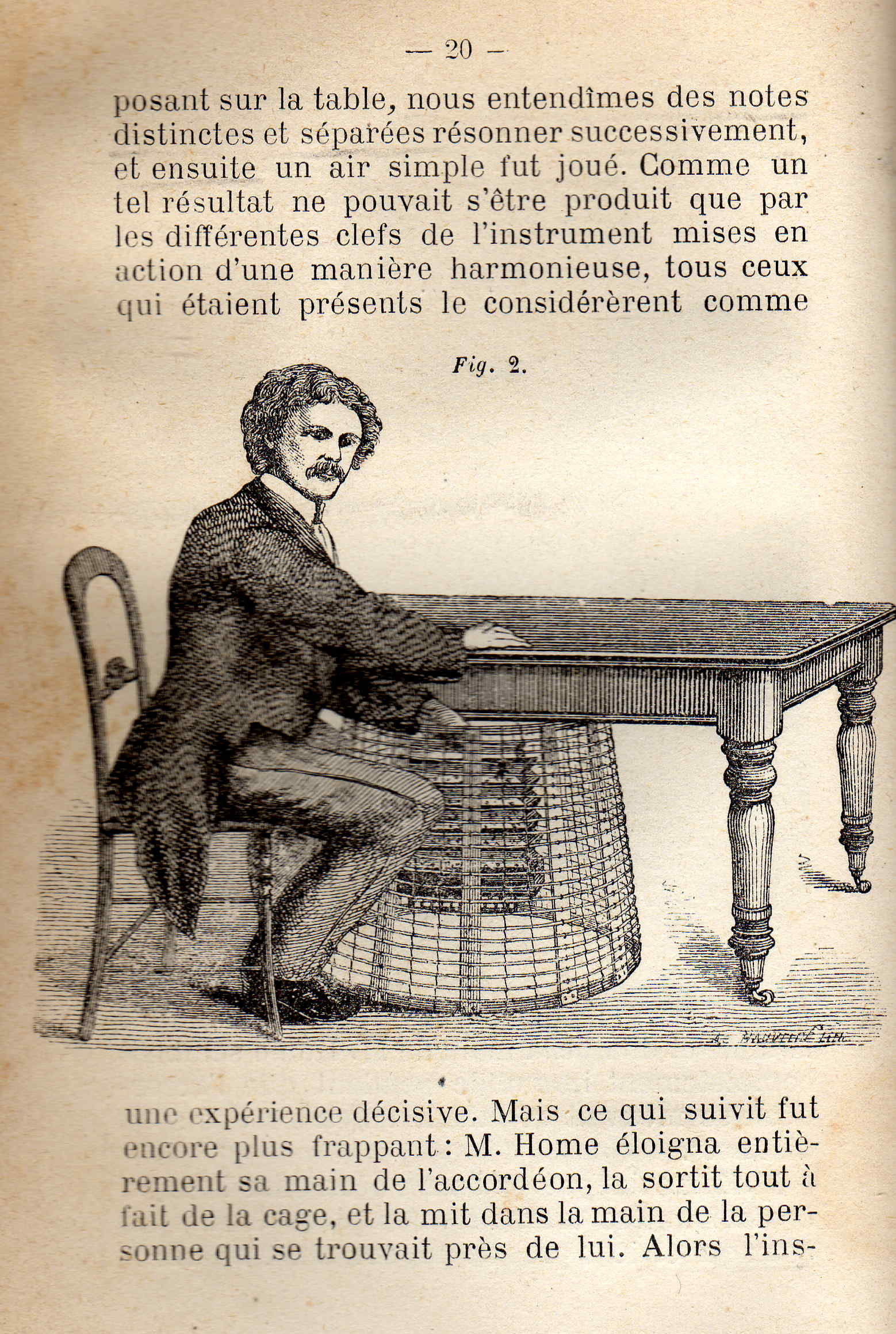
Um dos experimentos de Crookes pelo qual Daniel Home mostrava sua mediunidade (ca. 1870).

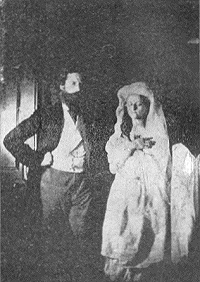
Uma das fotos de Crookes com o espírito Katie King materializado. (1874)

Crookes tornou-se interessado no espiritualismo no final dos anos 1860. Ele foi influenciado, possivelmente, pela morte prematura de seu irmão mais novo Philip, em 1867 aos 21 anos de febre amarela contraída durante uma expedição para implantar uma linha telegráfica de Cuba para a Flórida. Em 1867, influenciado pelo um clarividente Cromwell Fleetwood Varley, participou de uma sessão espírita para tentar entrar em contato com seu irmão.

#### Controvérsias
As afirmações de Crookes alegando a existência de uma força consciente que se manifesta através de fenômenos paranormais levaram a diversos questionamentos quanto à imparcialidade do pesquisador e seus métodos. Os psicólogos Leonard Zusne e Warren H. Jones descrevem Crookes como ingênuo, apesar de seu conhecimento científico na área da física, por ter endossado médiuns fraudulentos.
O antropólogo Edward Clodd ressalta que Crookes possuía uma visão muito fraca, o que poderia explicar sua crença nos fenômenos que afirmou presenciar. Ele cita William Ramsay, que afirma que Crookes possuía "uma visão tão limitada que não pode ser confiável no que afirma ter visto". O biógrafo William Brock escreve que Crookes era "evidentemente míope, mas não usou óculos até os anos de 1890. Até então ele deve ter usado um monóculo ou uma lente de aumento portátil quando necessário. Que limitações isso impôs em suas pesquisas sobre os fenômenos psíquicos pode apenas ser conjecturado".
Em uma série de experimentos em Londres na casa de Crookes em fevereiro de 1875, a médium Anna Eva Fay conseguiu convencer Crookes de que possuía poderes psíquicos genuínos. Fay posteriormente confessou sua fraude e revelou os truques que havia utilizado. Em relação a Crookes e seus experimentos com médiuns, o mágico Harry Houdini sugeriu que Crookes havia sido enganado. O médico Victor Stenger registrou que os experimentos eram insuficientemente controlados e "sua vontade de acreditar o tornou cego para os artifícios dos psíquicos que pesquisava".
Em 1906, William Hope enganou Crookes com uma fotografia falsa do espírito de sua mulher. Oliver Lodge revela que havia sinais óbvios de exposição dupla, a fotografia da Senhorita Crookes havia sido copiada de uma fotografia de aniversário de casamento, no entanto, Crookes era um espiritualista convicto e afirmou que se tratava de uma evidência fotográfica genuína de um espírito.
O médico Gordon Stein suspeitou que Crookes estava muito envergonhado para admitir que havia sido enganado pela médium Florence Cook ou que conspirava com ela em troca de favores sexuais. Ele também sugeriu que Crookes havia conspirado com Anna Eva Fay. Ele ressalta que ao contrário da crença popular, o médium Daniel Douglas Homes, também pesquisado por Crookes, havia sido revelado como fraude em diversas ocasiões. Stein concluiu que todos os feitos de Home eram truques de ilusionismo. Em uma crítica literária, o biógrafo William Brock escreveu que Stein construiu seu "caso contra Crookes e Home de forma clara e lógica".

## Obras selecionadas
- CROOKES, William. Recherches sur les phenomenes du spiritualisme. Paris: Ed. de la B.P.S., 1923.
- Encontra-se colaboração da sua autoria na revista Boletim Photographico (1900-1912).[13]